# Arkansas Traveler

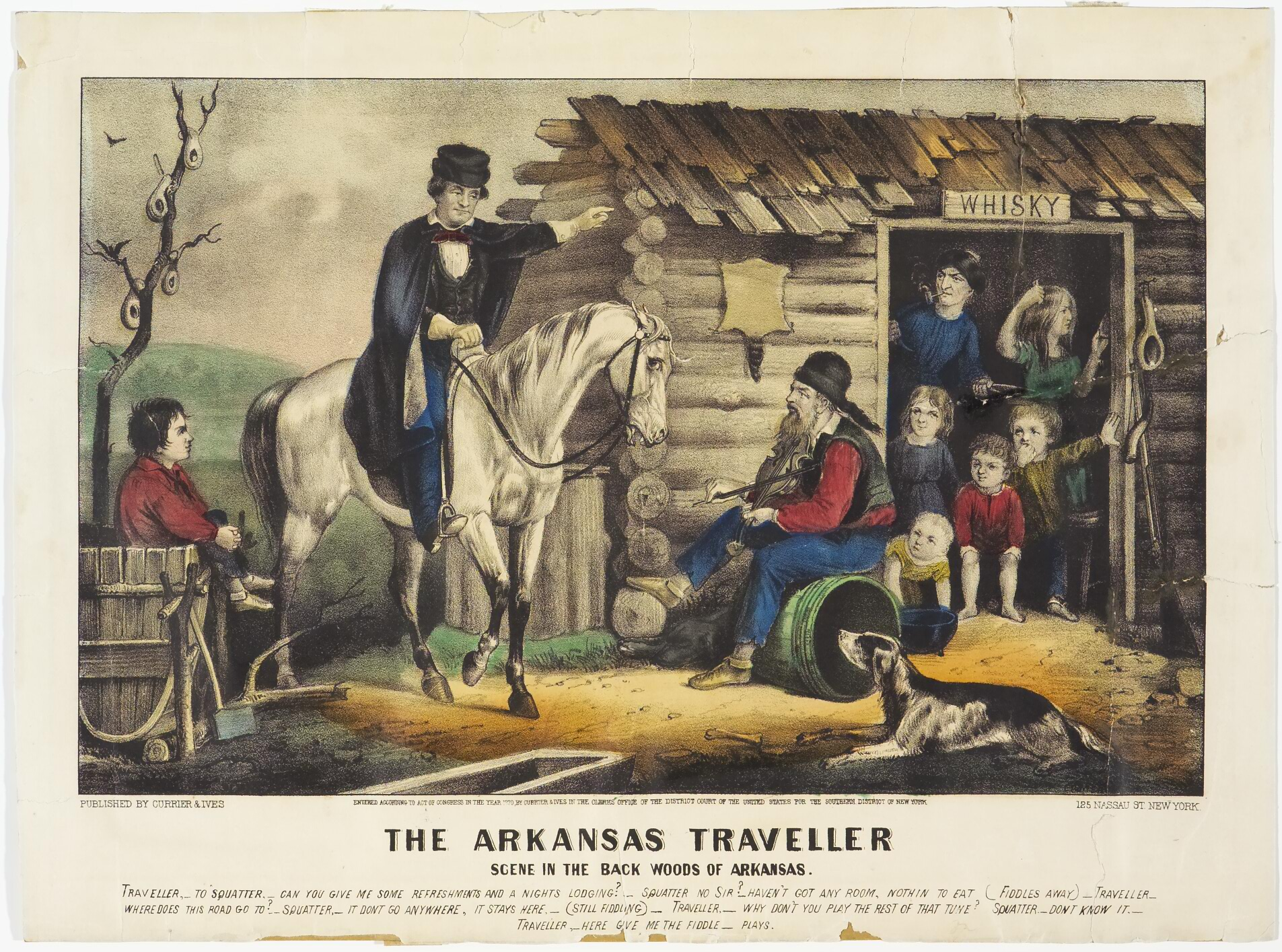
The Arkansas Traveller. Scene in the Back Woods of Arkansas. Lithografie von Currier and Ives nach einem Gemälde von Edward Washbourne, 1870

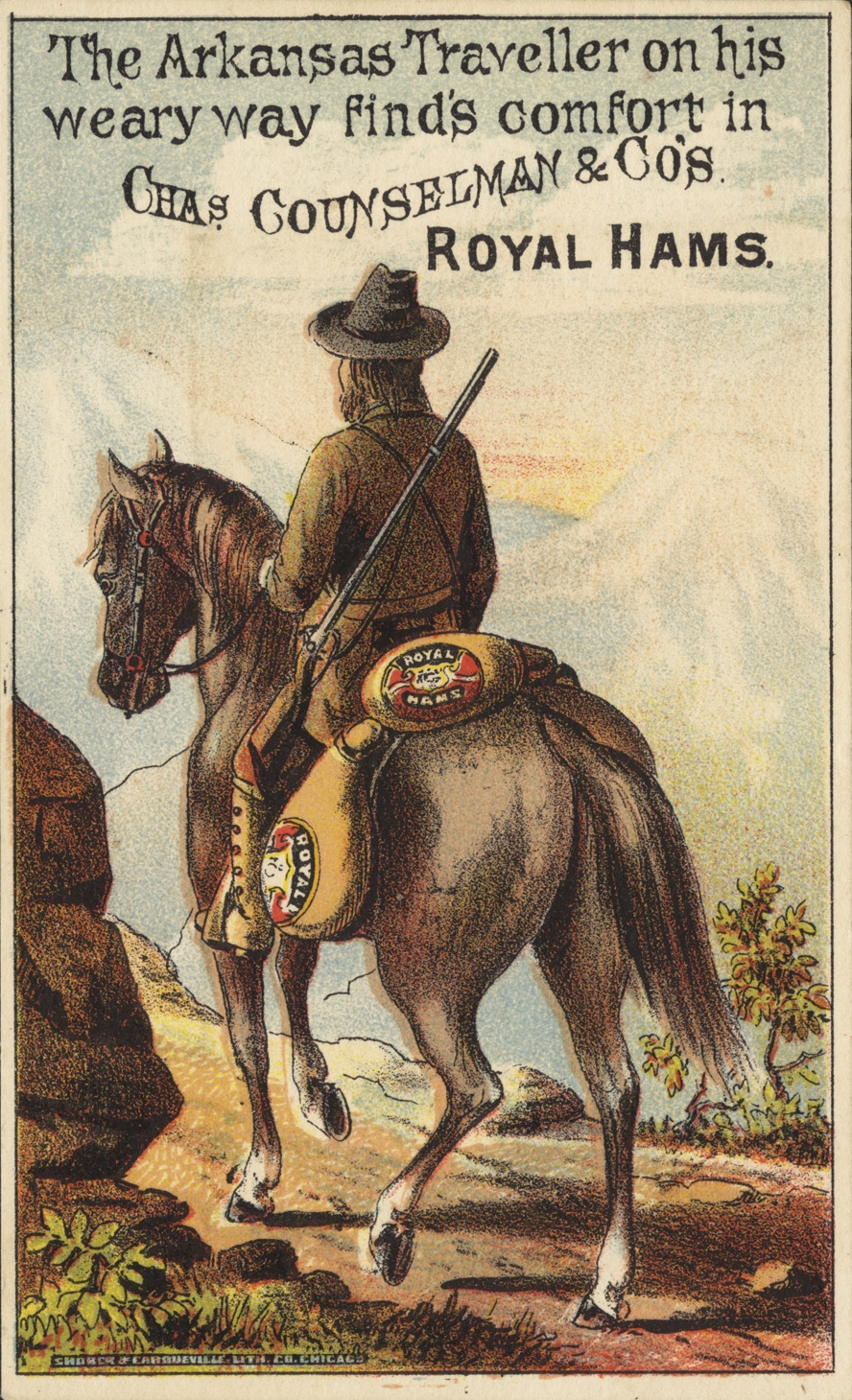
Der Arkansas Traveler als Motiv einer Werbepostkarte für Schinken, Chicago, um 1870–1900

Der Arkansas Traveler oder Arkansas Traveller, bisweilen auch Arkansaw Traveler, ist eine in der ersten Hälfte des 19. Jahrhunderts entstandene Figur der US-amerikanischen Folklore und Populärkultur. In zahlreichen Abwandlungen existiert die Geschichte eines gut gekleideten Reisenden zu Pferd, des Arkansas Travelers, der einen auf der Fiddle spielenden Siedler um ein Nachtlager in dessen ärmlicher Hütte bittet. Der Siedler weist ihn zunächst unter Hinweis auf die beengten Verhältnisse und seine Armut zurück und versucht weiter vergeblich, auf der Fiddle eine vollständige Melodie zu spielen. Der Reisende lässt sich die Fiddle geben und spielt die ganze Melodie, worauf der Siedler ihm begeistert Kost und Logis anbietet.
Die erste Version der humoristischen Erzählung vom Arkansas Traveler soll von „Colonel“ Sandford „Sandy“ Faulkner (1806–1874) stammen, einem Plantagenbesitzer und Politiker aus Little Rock. In Ergänzung seiner Erzählung hat Faulkner demnach um die Mitte des 19. Jahrhunderts die Melodie The Arkansas Traveler komponiert, die seither mit verschiedenen Texten unterlegt wurde. Zwei Unterhaltungskünstler, Joseph Tasso aus Cincinnati und Mose Case, werden von anderen Quellen als Urheber von Dialog und Melodie bezeichnet, andere wiederum schreiben beide Schöpfungen nicht greifbaren Verfassern des frühen 19. Jahrhunderts zu. Eine Variante der Arkansas Traveler war von 1949 bis 1963 der State Song und ist seit 1987 der State Historical Song des Bundesstaats Arkansas. Der Arkansas Traveler wurde häufig auf den Bühnen des Vaudeville aufgeführt, und um die Jahrhundertwende entstanden zahlreiche Aufnahmen von Sketchen auf Phonographenwalzen und Schallplatten.
Um 1856 malte Edward Payson Washbourne (1831–1860) sein Gemälde The Arkansas Traveler, mit dem berittenen Reisenden und dem vor seiner Hütte sitzenden Siedler. Reproduktionen dieses Gemäldes wurden 1859 und 1870 in den ganzen Vereinigten Staaten in hohen Auflagen als Kupferstich und Lithografie vertrieben. Durch diese Drucke und ihre Nachahmungen auf den Umschlägen von Liedersammlungen und Partituren wurde der Arkansas Traveler zusätzlich bekannt.
Das Paar des Arkansas Travelers und seines Partners, des armen, kinderreichen, stets betrunkenen und dummen Hillbilly der Ozarks, wurde zeitweise als diskriminierendes Stereotyp aufgefasst und heftig kritisiert. Der Arkansas Traveler blieb aber stets auch eine positiv wahrgenommene Symbolfigur des Bundesstaates Arkansas und wurde zum Namensgeber von Zeitungen, Radio- und Fernsehshows, eines Baseball-Teams, einer Tomaten- und einer Pfirsichsorte und eines vom Gouverneur vergebenen Ehrentitels.

## Die Geschichten vom Arkansas Traveler

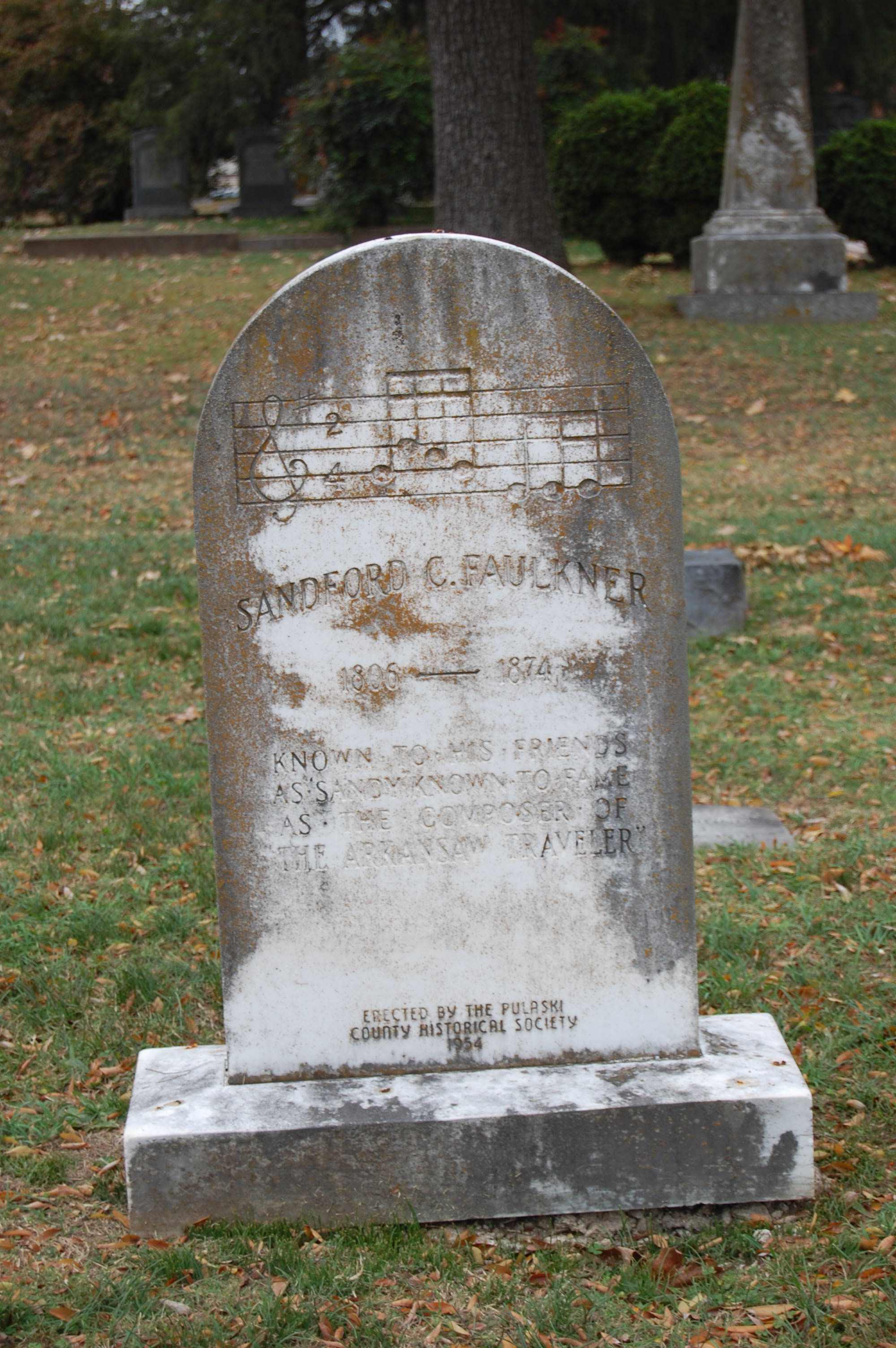
Grabstein von Sandford C. Faulkner, Little Rock, Arkansas. 1954 errichtet, mit den ersten Noten des Arkansaw Traveler.

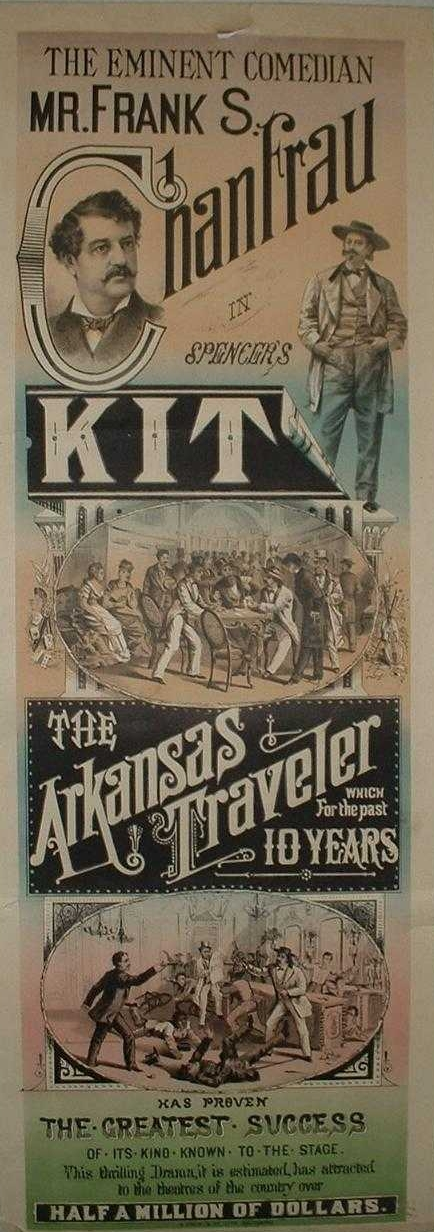
Kit, the Arkansas Traveler mit Frank S. Chanfrau, um 1880

Eine Niederschrift des Dialogs zwischen dem Arkansas Traveler und dem Siedler, wie sie um die Jahrhundertwende populär war, ist als Anhang der Autobiografie von William F. Pope (1814–1895) abgedruckt. Pope, der Sandford Faulkner noch selbst kennengelernt hat, gibt die Entstehungsgeschichte folgendermaßen wieder:
„Colonel“ Sandford C. Faulkner, ein wohlhabender Plantagenbesitzer aus dem Chicot County in Arkansas, hatte sich eines Tages in der Umgebung des Bayou Macon verlaufen und stieß schließlich auf die baufällige Hütte eines ärmlichen Siedlers. Dort entspann sich das Gespräch zwischen Faulkner und dem Siedler, der das löchrige Dach seiner Hütte nicht reparierte, weil es regnete, und der es bei schönem Wetter nicht reparierte, weil es dann nicht hereinregnete. Alle Fragen Faulkners nach Essen, Trinken und einem Platz für die Nacht wurden zurückgewiesen, und darüber hinaus bekam Faulkner auf seine Fragen wenig zielführende Antworten: Wohin geht diese Straße? – Keine Ahnung. Wenn ich morgens aufstehe ist sie immer hier. – Ich habe eben ein Pferd mit einem gebrochenen Bein gesehen. Tötet ihr hier keine Pferde mit einem gebrochenen Bein? – Nein. Wir töten sie mit einem Gewehr.
Während des Gesprächs versucht der Siedler auf seiner Fiddle eine Melodie zu spielen, bringt aber immer wieder nur die erste Hälfte heraus. Faulkner lässt sich die Fiddle geben und spielt beide Teile, womit er den Siedler zur Begeisterung bringt. Er bietet Faulkner den einzigen trockenen Platz in der Hütte, Futter für sein Pferd und reichlich von seinem versteckten Whisky an.
Eine andere Variante spielt in der Zeit vor den Gouverneurswahlen 1840. Der spätere Wahlsieger Archibald Yell, die Senatoren William Savin Fulton und Ambrose Hundley Sevier, der spätere Senator Chester Ashley und „Colonel“ Faulkner befanden sich auf einer Wahlkampfreise und hatten in den Boston Mountains, einem Teil des Ozark-Plateaus, den Weg verloren. An der Hütte eines Siedlers fragte Faulkner als Sprecher der Reisegesellschaft nach dem Weg, und seine Begleiter amüsierten sich über den folgenden Dialog. Bei der Feier zur Amtseinführung des Gouverneurs und bei zahlreichen Gelegenheiten bis zu seinem Tod im Jahr 1874 wurde Faulkner dazu aufgefordert, sein Gespräch mit dem Siedler wiederzugeben. Er tat das in der Form eines Dialoges, in dem er beide Rollen übernahm und den kultivierten Reisenden dem mit einem breiten Dialekt antwortenden Siedler gegenüberstellte. In seine humoristische Wiedergabe des Gesprächs nahm Faulkner bald das Spiel auf der Fiddle auf, das dem Reisenden hilft, das Vertrauen und die Unterstützung des Siedlers zu gewinnen.
Neben „Colonel“ Faulkner wird der als Sohn italienischer Eltern in Mexiko geborene und in Cincinnati, Ohio lebende Violinist, Komponist und Orchesterleiter Joseph Tasso (1802–1887) als Urheber des Dialogs genannt. Tasso hieß eigentlich Marie de los Angelos José Tosso und hatte am Pariser Konservatorium seine musikalische Ausbildung erhalten. Er soll den Arkansas Traveler bereits 1841 oder 1842 in Cincinnati als Dialog mit der Melodie als Begleitung dargeboten und sich selbst als Urheber von Dialog und Melodie bezeichnet haben. Andere Quellen geben ebenfalls an, dass die Geschichte in Ohio bekannt war und häufig dargeboten wurde, allerdings ohne einen Urheber zu benennen. Als dritter möglicher Urheber gilt Mose Case (um 1824–1885), ein albinotischer afroamerikanischer Unterhaltungskünstler aus Charlestown, Indiana, der auch als Komponist und Arrangeur tätig war. Case veröffentlichte Mitte der 1860er Jahre mehrere Partituren mit begleitendem Dialogtext, die ihn fast immer als Urheber von Melodie und Text angaben.
Mary D. Hudgins (1901–1987), eine Kennerin der Musik und Folklore von Arkansas, weist allen drei vermeintlichen Urhebern lediglich die Rolle des Arrangeurs zu. Sowohl der Dialog als auch die Melodie seien deutlich älter. Hudgins nennt dazu konkrete Jahreszahlen. So soll der Arkansas Traveler 1845 auf einer Hochzeitsfeier in Columbus, Wisconsin gespielt worden sein. Die in der Mitte des 19. Jahrhunderts erscheinende Zeitschrift Spirit of the Times nannte den Arkansas Traveler eine in Hot Springs, Arkansas beliebte Tanzmelodie. Ein Sketch auf der Basis des Dialogs ist 1852 in Salem, Ohio aufgeführt worden. Den Schiffern auf dem Mississippi soll lange vor 1855 sowohl der Dialog als auch die Melodie bekannt gewesen sein. Ein berühmtes Rennpferd der Zeit um 1840 hieß Arkansas Traveler. Hudgins hielt es für unwahrscheinlich, dass Faulkner, Tasso und Case einander gekannt haben. Aufgrund deutlicher Unterschiede der Dialoge und der Melodien nimmt sie an, dass alle drei unabhängig voneinander aus einer bereits existierenden Quelle geschöpft haben. Die von Hudgins angeführten und datierten Beispiele sind allerdings nicht durch Quellenangaben belegt und könnten nur den um 1824 geborenen Mose Case sicher als Urheber ausschließen.
Die Geschichte vom Arkansas Traveler wurde von der gebildeten Elite der Städte, auch wegen ihres derben Humors, nur als gelegentliche Darbietung prominenter Mitglieder der Gesellschaft oder Vertretern gehobener Unterhaltung zur Kenntnis genommen. Sie gewann aber rasch große Popularität in der ländlichen Bevölkerung. Bis zur Mitte des 19. Jahrhunderts war sie als Erzählung und als Liedtext in Old Southwest und im Ohio Valley verbreitet. Als Sketch eines Alleinunterhalters oder zweier Darsteller wurde sie in der zweiten Hälfte des 19. Jahrhunderts vielfach in Sideshows, dem US-Vaudeville, in Zirkussen und in Gaststätten aufgeführt. Mit der Erfindung und Verbreitung von Phonographen und Grammophonen fand sie weitere Verbreitung, eine Reihe von Unterhaltungskünstlern veröffentlichten die Darbietung auf Tonträgern.
Um den gemeinsamen Kern des gebildeten und wohlhabenden Reisenden und des einfältigen armen Siedlers, die durch ihr Spiel auf der Fiddle verbunden werden, existieren zahlreiche Varianten, die häufig individuellen Vorlieben von Erzähler oder Publikum entsprechen. So wird in einer Geschichte die Frage des Reisenden, ob es in der Gegend Presbyterianer gebe, von der Frau des Hauses mit oben an der Wand hängt einer, mein Mann zieht allem, was er schießt, das Fell ab beantwortet. Dahinter verbirgt sich eine Darstellung der Distanz zwischen den beiden Figuren. Der Arkansas Traveler ist offenbar Presbyterianer, ein Angehöriger einer Kirche, die in den Augen der einfachen Landbewohner eine High Church ist, eine Kirche, die in Liturgie und Theologie alte Formen pflegt, Modernisierungen ablehnend gegenübersteht und streng hierarchisch aufgebaut ist. Demgegenüber wird es sich bei dem Siedler und seiner Frau um Methodisten oder sogar um Baptisten handeln, deren bodenständige Glaubensgemeinschaften Gesinnung, Lebensführung und lokale Verantwortung der Gläubigen betonen. Die Gegenüberstellung zweier Protagonisten mit stark unterschiedlichem sozioökonomischem Status ist typisch für die humoristische Literatur des Old Southwest, des im Norden von Ohio River oder Tennessee River, im Osten von den Grenzen zu Virginia, North Carolina und Georgia, im Süden vom Golf von Mexiko und im Westen vom Red River begrenzten Teil des Antebellum South. Das Genre hatte seine Wurzeln in den raschen und tiefgreifenden Veränderungen, denen die Bevölkerung des Wilden Westens unterworfen war. In ihrem Bemühen, die Eigenheiten ihrer Heimat und ihrer Kultur zu dokumentieren, schufen die Schriftsteller häufig Karikaturen, die nur noch geringen Bezug zur Realität hatten. Darüber hinaus nimmt der Dialog die Spaltung des Arkansas-Territoriums und des jungen Bundesstaats in eine wirtschaftlich erfolgreiche Bevölkerung des Flachlands mit seinen Städten und Baumwollplantagen und die wirtschaftsschwache Bevölkerung des Berglands mit ihren kleinen Farmen auf.
1866 schrieb der US-amerikanische Dramatiker Edward Spencer für den populären New Yorker Schauspieler Frank Chanfrau das Drama Down on the Mississippi. Das Leben des Protagonisten Jefferson gerät aus den Fugen, als ein Fremder seine Frau und seine Tochter entführt. Nach vielen Jahren der Suche findet der zu Wohlstand gekommene Jefferson seine Tochter wieder und kann den Fremden besiegen. Chanfraus Manager Thomas B. de Walden änderte das Stück, indem er die Geschichte des Arkansas Travelers als Prolog voranstellte und den Titel in Kit, the Arkansas Traveler änderte. Der Siedler Kit Redding wurde nunmehr zum Titelhelden und Reisenden, während der ursprüngliche Traveler zum Schurken wurde. Nach anfänglichem Misserfolg wurde das Bühnenstück äußerst erfolgreich und erlebte von 1870 bis zur Jahrhundertwende zahllose Aufführungen vor vollen Häusern, nach dem Tod Chanfraus im Jahr 1884 übernahm dessen Sohn Henry Chanfrau die Titelrolle. Für das US-amerikanische Genre des Border Drama ist Kit, the Arkansas Traveler einer der bedeutendsten Vertreter. Der Stoff wurde unter dem gleichen Titel 1914 verfilmt.

## Der Arkansas Traveler als Melodie und Song

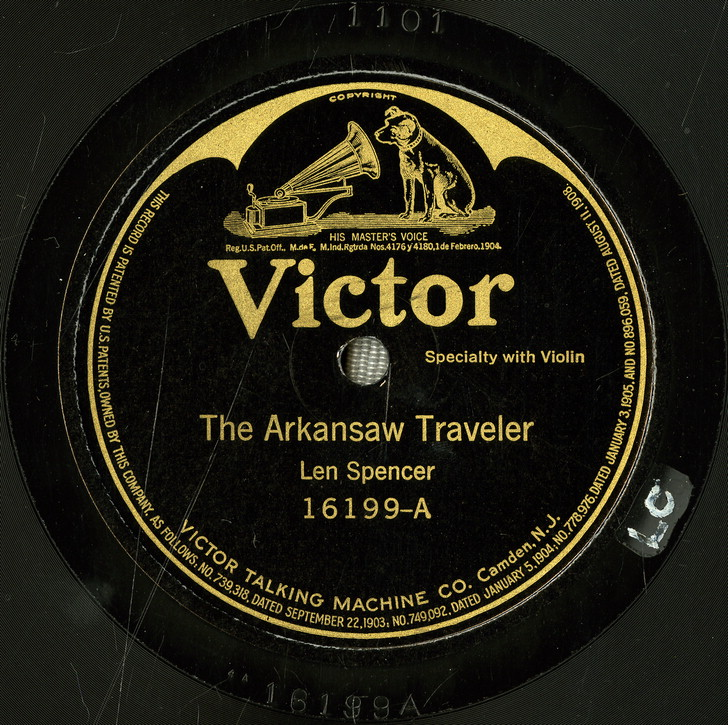

Auch die Melodie des Arkansas Traveler soll auf „Colonel“ Faulkner, Mose Case oder Joseph Tasso zurückzuführen sein. Die Melodie wurde gedruckt erstmals 1847 als The Arkansas Traveller and Rackinsack Waltz in einem Arrangement von William Cumming von den Verlagen Peters and Webster in Louisville, Kentucky und Peters and Field in Cincinnati, Ohio herausgegeben. 1851 wurde sie A Western Refrain genannt, doch spätere Veröffentlichungen nannten die Melodie wieder The Arkansas Traveler. Es folgten zahlreiche weitere Arrangements, darunter eine um 1930 von dem Musikverlag G. Schirmer, Inc. veröffentlichte Orchesterfassung und Jazz-Adaptionen. The Arkansas Traveler ist eine der am häufigsten aufgeführten und veröffentlichten Melodien der US-amerikanischen Folklore.
Die erste gedruckte Wiedergabe der Melodie mit einem begleitenden Dialog wurde zwischen 1858 und 1863 von Mose Case, einem seinerzeit populären Komponisten und Arrangeur, veröffentlicht. 1863 war dieselbe Version in Mose Cases Liederbuch War Songster enthalten. Im Dezember 1863 erschien eine Ausgabe bei Oliver Ditson & Co. in Boston, bei der Mose Case als Urheber angegeben war. All diese Ausgaben hatten nur eine sehr geringe Verbreitung. Erst das 1864 bei Dick & Fitzgerald in New York City erschienene Arkansas Traveler’s Song Book, bei dem die ersten fünf Seiten von Mose Cases Song eingenommen wurden, verschaffte dem Arkansas Traveler nationale Bekanntheit. Dick & Fitzgerald veröffentlichte seinerzeit eine Vielzahl von Liedern der Minstrel Shows, die für zehn Cents portofrei an jeden Ort der Vereinigten Staaten geschickt wurden und sehr zur Verbreitung von Stereotypen meist rassistischen Inhalts beitrugen. Auch der nun gedruckt erhältliche Dialog war gegenüber der Version Faulkners und dem wenige Jahre zuvor entstandenen Gemälde bis zur Unkenntlichkeit verzerrt. Insbesondere das verbindende Element, die gemeinsame Herkunft von Siedler, Reisendem und Erzähler oder Maler aus Arkansas, und die im Spiel auf der Fiddle gefundene Gemeinsamkeit der Akteure, gingen weitgehend verloren. Im Extremfall war der Siedler dumm und böswillig und der Reisende ein Besucher aus dem Osten, der sich nie wieder nach Arkansas wagte.
Zu den Interpreten gehörte Len Spencer, der den Arkansas Traveler mehrmals alleine oder mit wechselnden Partnern für verschiedene Schallplattenproduzenten aufnahm. Die Veröffentlichungen erfolgten zwischen 1901 und 1919. Weitere Interpreten waren 1922 Steve Porter und Ernest Hare und 1925 Gene Austin und George Reneau als The Blue Ridge Duo mit einer Square-Dance-Version für die Edison Record Company. Eine 1922 von Eck Robertson und Henry Gilliland aufgenommene Version gehörte 2002 zu den ersten 50 in das National Recording Registry der Library of Congress aufgenommenen Tondokumenten. 1949 wurden die alte Melodie und ein dazu neu verfasster Text zum State Song ernannt, nachdem der Song Arkansas von Eva Ware Barnett wegen Streitigkeiten um das Urheberrecht ersetzt werden musste. 1963 waren die Streitigkeiten beigelegt und Arkansas wurde wieder State Song. 1987 wurde er durch zwei neue Songs zum 150-jährigen Bestehen des Bundesstaates ersetzt, Arkansas wurde nunmehr State Anthem und The Arkansas Traveler wurde State Historical Song.
Das 1992 veröffentlichte Album Arkansas Traveler der Singer-Songwriterin Michelle Shocked enthält neben anderen traditionellen amerikanischen Folksongs auch eine Interpretation des Arkansas Traveler, wozu Jimmy Driftwood als Gast die Geschichte erzählt.
Die populär gewordene Melodie des Arkansas Traveler soll in der Mitte des 19. Jahrhunderts durch Tramps und Seeleute zurück nach Irland gebracht worden sein, wo sie als der Reel Soldier’s Joy oder die Ballade The Wind That Shakes the Barley Verbreitung gefunden hat. Tatsächlich dürfte die Ähnlichkeit des Arkansas Traveler darauf zurückzuführen sein, dass der Komponist, sei es Faulkner oder jemand anderes, Motive bereits existierender schottischer und irischer Folk Songs abgewandelt hat.

## Der Arkansas Traveler im Bild

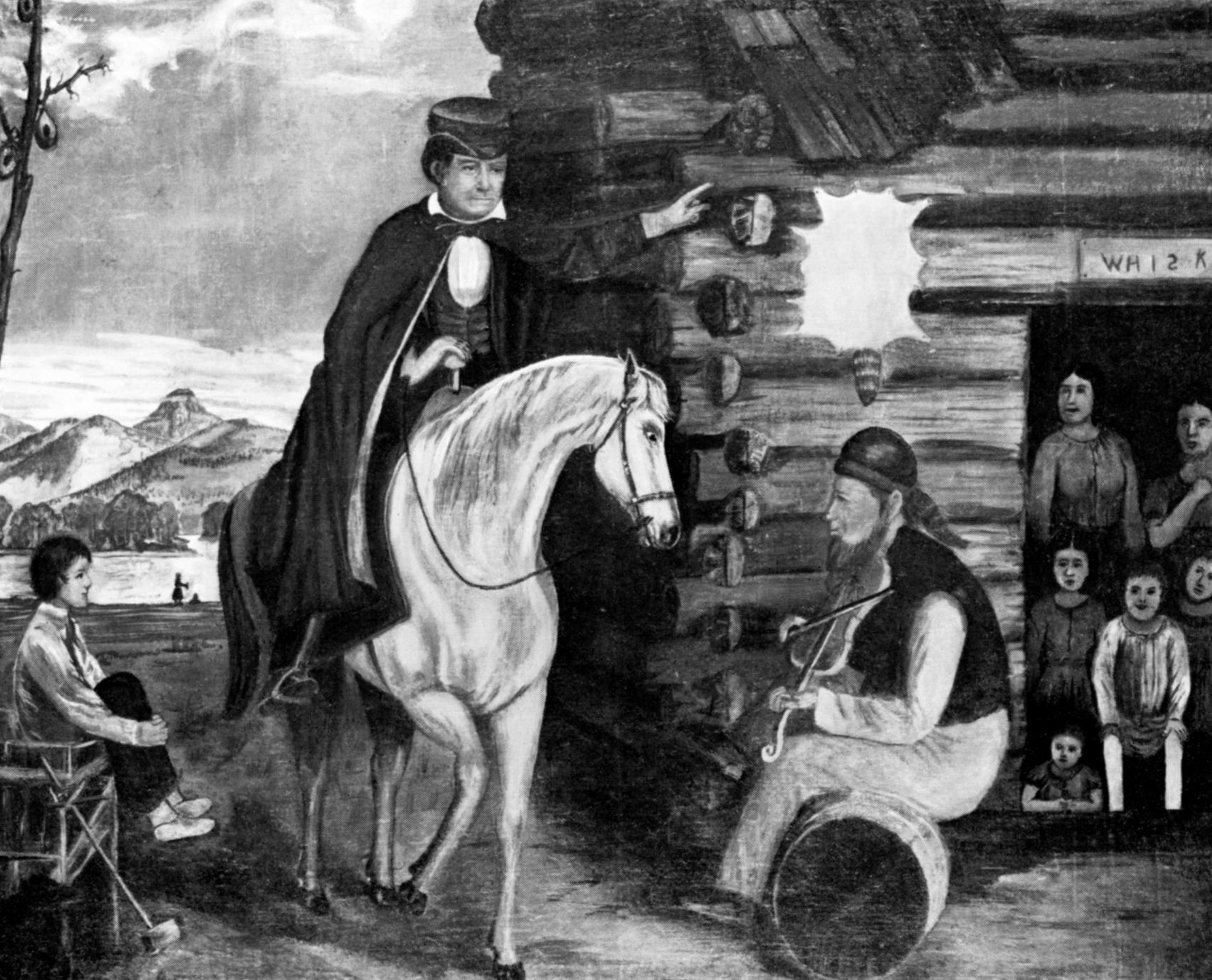
The Arkansas Traveller, Gemälde von Edward Washbourne, um 1856, wahrscheinlich eine Kopie des 19. Jahrhunderts

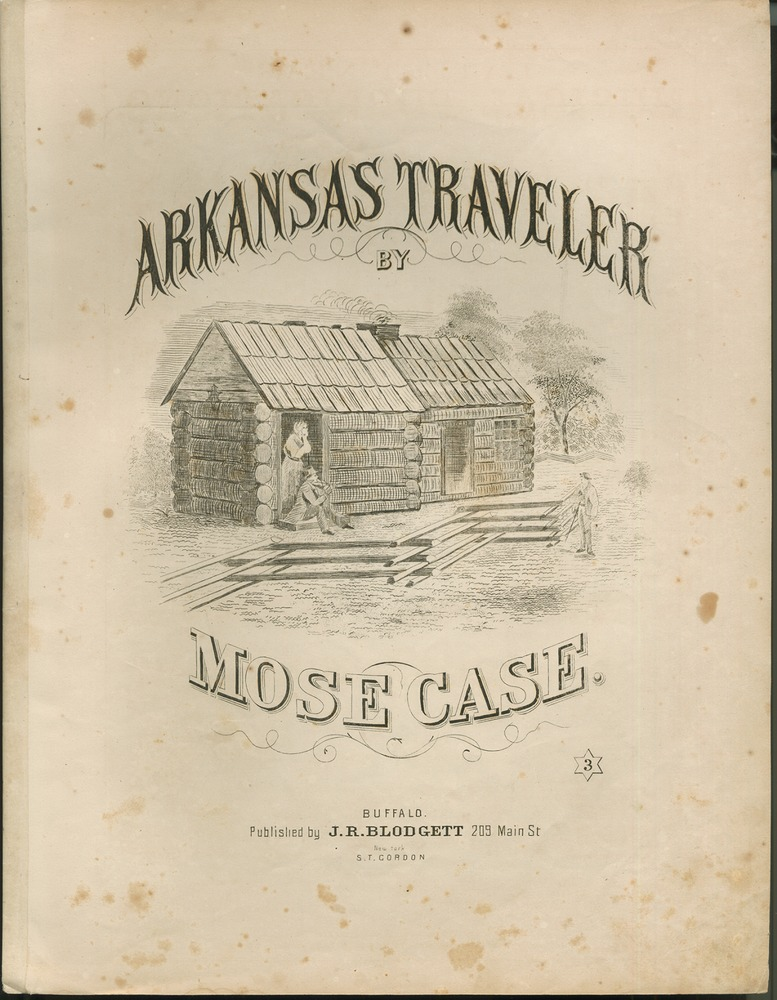
Umschlag des Arkansas Traveller von Mose Case, um 1863

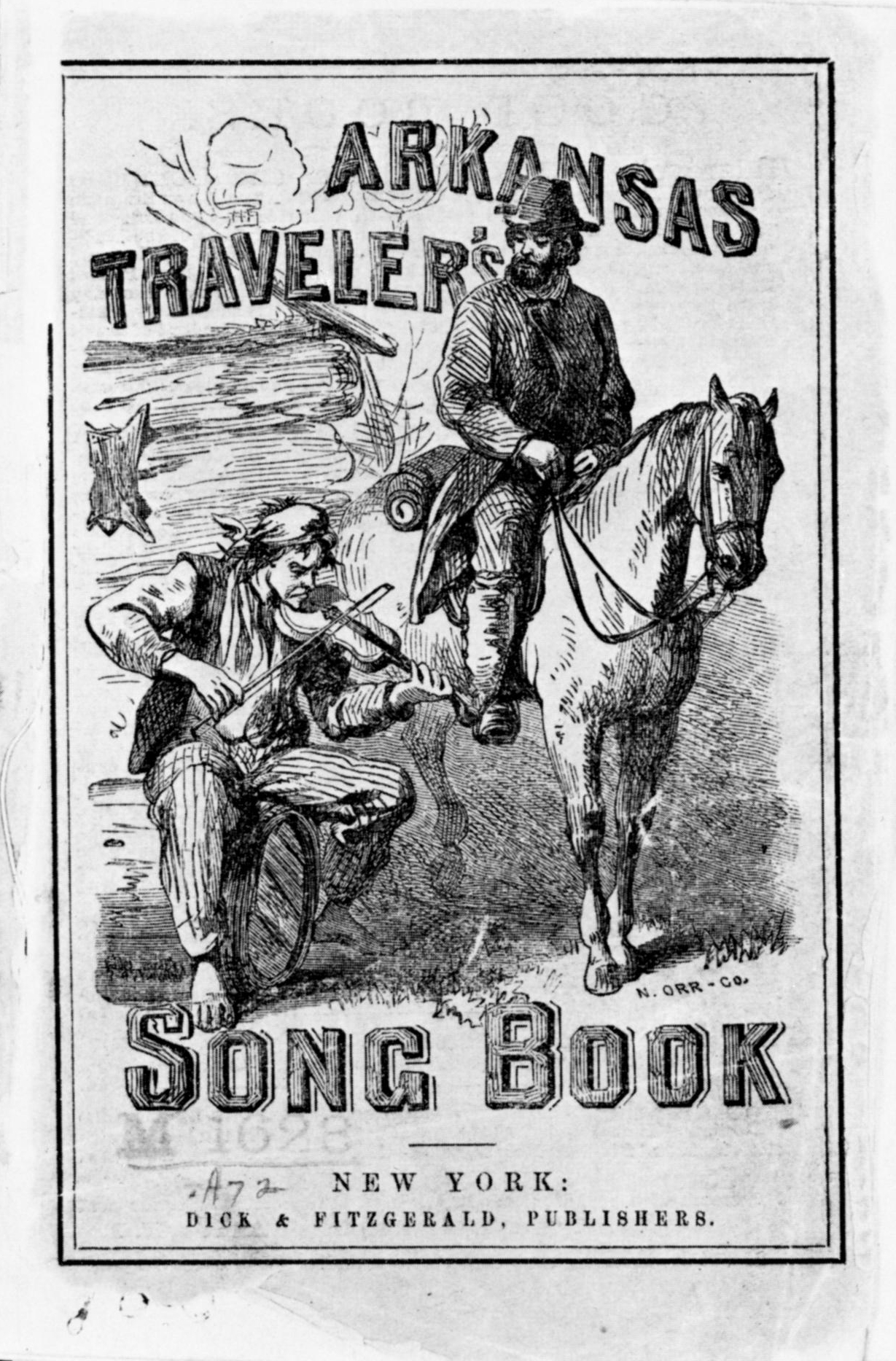
Umschlag des Arkansas Traveler’s Song Book, 1864

### Edward Washbournes Gemälde (um 1856)
Um 1856 malte Edward Washbourne sein Gemälde The Arkansas Traveler, mit dem er die Geschichte vom Arkansas Traveler ins Bild setzte. In einem Brief Washbournes an seinen Bruder vom Juni oder Juli 1856 erwähnt er den Arkansas Traveler und gibt an, dass er das offenbar zu diesem Zeitpunkt bereits fertige Bild stechen lassen möchte. Dazu kam es allerdings erst Jahre später, kurz vor Washbournes Tod. In seiner Ausgabe vom 31. März 1860 nannte der in Little Rock erscheinende True Democrat in einem Nachruf auf Washbourne The Arkansas Traveler ein wahrhaftiges Bild aus dem Süden, von einem Künstler des Südens. Ein zweites Gemälde Washbournes, The Turn of the Tune, zu dem er durch den großen Erfolg des Arkansas Traveller angeregt wurde, konnte er nicht mehr fertigstellen. Es befand sich zum Zeitpunkt seines Todes auf seiner Staffelei und zeigt eine Fortsetzung des Arkansas Traveler, nunmehr spielt der Traveler auf der Fiddle und der Siedler tanzt dazu.
Zum Verbleib der beiden Originale liegt eine Reihe von Indizien vor, überwiegend Familienkorrespondenz der Washbournes. 1860 beschrieb Edwards Bruder Henry in einem Brief das Haus Cephas Washburns in Norristown. Das Haus des Vaters, der neun Tage vor seinem Sohn verstarb, war mit Gemälden Edwards geschmückt, die als Zeichen der Trauer mit schwarzem Krepp verhangen waren. Zu ihnen gehörte auch der Arkansas Traveler und es bestand in der Familie die Absicht, das Gemälde erneut stechen zu lassen und so für den Lebensabend der Witwe Washburn zu sorgen. Die mündliche Überlieferung in der Familie Washbourne weist darauf hin, dass Ende 1860 oder Anfang 1861 Verträge über Stich und Reproduktion abgeschlossen wurden, aber nie auch nur ein Cent an die Familie geflossen ist. Die Gemälde – auch das unvollendete zweite – wurden nach New York City geschickt und gingen während des Sezessionskriegs von 1861 bis 1865 verloren. 1866 begab sich Edwards Bruder Woodward Washbourne in Angelegenheiten der Indianermission nach Washington, D.C. und versuchte vergeblich, die Gemälde an der Ostküste aufzufinden.
Die Arkansas History Commission erhielt 1957 von Nachkommen der Familie die Spende einiger Gemälde Washbournes. Dabei befand sich auch eine schlecht restaurierte Version des Arkansas Traveller, bei der es sich um das verschollen geglaubte Original handeln soll. Es wird aber auch für möglich gehalten, dass dieses Gemälde eine von Washbourne selbst angefertigte und seiner Mutter nachgelassene Kopie oder eine Kopie von fremder Hand ist. Die These des fremden Kopisten wird von den deutlichen Abweichungen zwischen dem Gemälde und dem noch zu Washbournes Lebzeiten veröffentlichten ersten Stich gestützt. Einen deutlichen Hinweis darauf, dass das überlieferte Gemälde im Besitz der Arkansas History Commission nicht die Vorlage des Stiches von Grozelier gewesen sein kann, ist die auf dem Gemälde nur mangelhafte und verzerrte Ausführung der Sattelkerben an den Ecken des Blockhauses, die auf den Stichen einwandfrei übereinander liegen. Washbourne hätte als ein Bewohner des Westens keine derartig mangelhafte Wiedergabe eines Blockhauses gemalt, und seine künstlerische Ausbildung befähigte ihn zu mehr als der in vielerlei Hinsicht primitiven Machart des Gemäldes. Grozelier war hingegen als Stecher zur exakten Reproduktion der Vorlage verpflichtet und er besaß kaum die Fähigkeit, Washbournes Gemälde als fehlerhaft zu erkennen und die Fehler sachgerecht zu korrigieren.
Auf dem Kunstmarkt werden häufig Gemälde mit dem Motiv des Arkansas Traveler angeboten, die teilweise aus dem 19. Jahrhundert stammen, aber lediglich mehr oder weniger gelungene Kopien der Arbeit Washbournes darstellen. Sie wurden oft deutlich erkennbar nach den Lithografien gemalt. Von Bedeutung ist unter den Kopien eine Arbeit des Malers James M. Fortenberry, die 1876 als ein Beitrag des Bundesstaates Arkansas auf der Centennial Exhibition in Philadelphia gezeigt wurde. Für das Gemälde diente die Lithografie von Grozelier als Vorlage, es befindet sich heute im Besitz der Arkansas Historical Society.
In der zweiten Hälfte des 19. Jahrhunderts wurde das Motiv des Arkansas Traveler wiederholt und mehr oder weniger stark abgewandelt auf den Umschlägen von Liederbüchern und Partituren wiedergegeben. Ein um 1863 veröffentlichtes Notenblatt von Mose Case zeigt auf dem Umschlag noch einen Arkansas Traveler, der zu Fuß unterwegs ist. 1864 erschien bei Dick & Fitzgerald das Arkansas Traveler’s Song Book, dessen Titelsong noch einen wandernden Arkansas Traveler besingt, während auf dem Titel verschiedene Motive aus Washbourns Gemälde Verwendung finden: Das Waschbärenfell an der Hütte, das leere Whiskyfass als Sitzgelegenheit des Fiddlers und der berittene Reisende stammen offensichtlich von Washbourne und wurden so weit verändert, dass sein Urheberrecht gewahrt blieb.

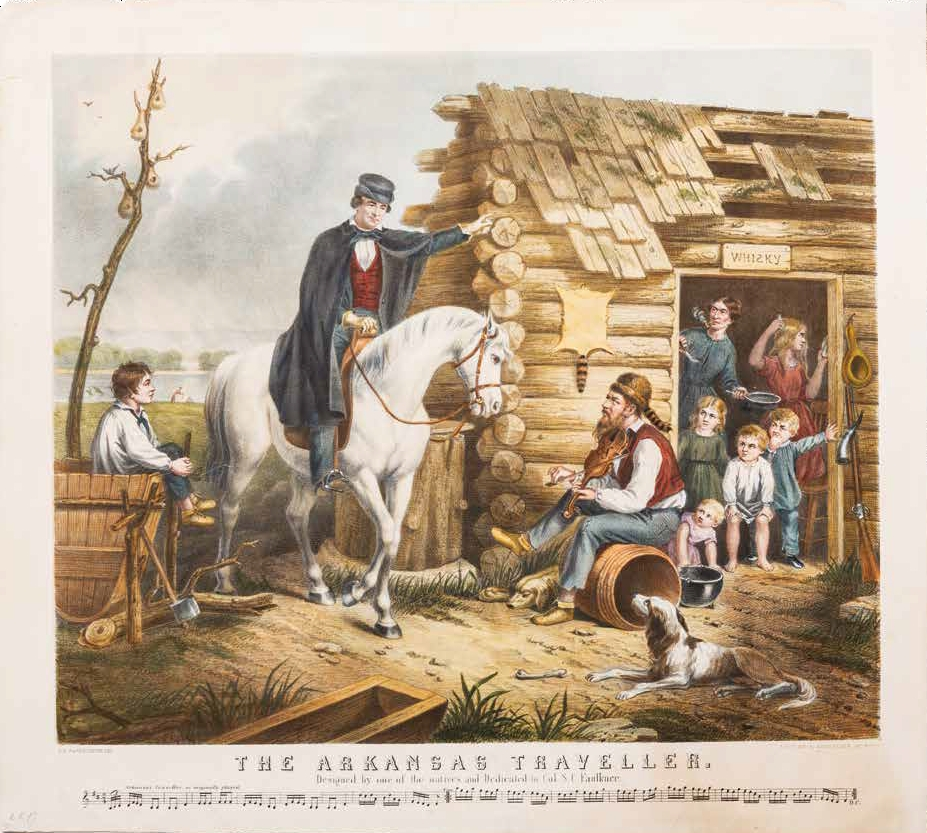
The Arkansas Traveller. Designed by one of the natives and dedicated to Col. S. C. Faulkner. Lithografie von Leopold Grozelier nach einem Gemälde von Edward Washbourne, 1859

### Stich Leopold Grozeliers (1859)
Als Stich wurde Washbournes Gemälde erstmals 1859 von J. H. Bufford and Sons in Boston veröffentlicht. Washbourne war nach Boston gereist, um mit dem französischstämmigen Lithografen Leopold Grozelier (1830–1865) Kontakt aufzunehmen, der für Bufford and Sons arbeitete. Die Lithografie enthielt eine Widmung an Sandford Faulkner und als Teil der Bildunterschrift eine Notenzeile mit der Melodie, aber ohne Dialog oder Liedtext. Es fällt auf, dass das „WHISKY“-Schild über der Tür der Hütte ein spiegelverkehrtes „S“ aufweist, wie es auch auf Washbournes angeblichen Original dargestellt ist, und dass der Stich in seinen Proportionen dem Gemälde ähnelt. Die weitere Darstellung ist allerdings wesentlich feiner als die der angeblichen Vorlage und auch den späteren Lithografien von Currier and Ives ähnlicher. So enthalten nur die Lithografien die Darstellung der beiden Hunde, der sich kämmenden Tochter und der Mutter mit einer Pfeife aus einem Maiskolben, und die Darstellungen wirken im Gegensatz zum Gemälde außerordentlich lebendig.
Die Lithografien nach Grozelier wurden von Washburn selbst vertrieben. In seinem Nachlass fand sich eine umfangreiche Liste von Vertriebspartnern in den ganzen Vereinigten Staaten mit der jeweils in Kommission genommenen Stückzahl. Die Veröffentlichung der Drucke wurde in Arkansas nicht nur von Zeitungsanzeigen Washbournes begleitet, sie wurde auch im redaktionellen Teil der Zeitungen besprochen. Dabei wurde die Darstellung durchweg positiv aufgenommen und immer wieder hervorgehoben, dass Sandford Faulkner und Edward Washbourne selbst aus Arkansas stammen und dass es sich bei der abgebildeten Szene um eine treffende Darstellung des Humors von Arkansas handele. Washbourne selbst protestierte 1859 heftig gegen eine Wiedergabe der Geschichte vom Arkansas Traveler in der literarischen Monatsschrift The Knickerbocker, in der Arkansas stark abwertend dargestellt wurde. Washbournes umfangreiche Entgegnung wurde in voller Länge abgedruckt.
Als die wahrscheinlich am nächsten an das Original Washbournes heranreichende Wiedergabe ist Grozeliers Lithografie eingehend untersucht worden. Der Fluss im Hintergrund ist wahrscheinlich der Arkansas River, und bei den Bergen dahinter handelt es sich um die Ouachita Mountains, die von den Ozarks sicher unterschieden werden können. Die Hütte befindet sich demnach westlich von Little Rock, in jener Gegend, in der Sandford Faulkner sein Gespräch mit dem Siedler geführt haben will, und zugleich an jener Strecke, auf der Edward Washbourne häufig beim Besuch seiner Eltern in Fort Smith unterwegs war.
Die Blockhütte ist in ihrer Bauweise mit den Sattelkerben als Eckverbinder charakteristisch für den US-amerikanischen Westen der ersten Hälfte des 19. Jahrhunderts. Das gilt nicht für das Dach, das als Pfettendach ausgeführt wurde und auf einen skandinavischen Ursprung hinweist. Üblich waren Sparrendächer ohne stützende Pfetten. Die Pfetten sind von hölzernen Schindeln bedeckt, von denen einige fehlen, offenbar eine Anspielung auf das undichte Dach in der Geschichte Faulkners. Die Tür der Hütte ist unnatürlich breit, offenbar wollte Washbourne hier mehr Raum zur Darstellung der kinderreichen Familie haben. Fenster sind ebenso wenig zu sehen wie ein Kamin. Während Fenster nicht unbedingt vorhanden sein mussten, war ein Kamin unverzichtbar. Er wird sich außerhalb des Bildes in einer Ecke der Hütte befunden haben. Entgegen jüngeren Erläuterungen handelt es sich bei der Hütte keineswegs um ein Nebengebäude eines größeren Gebäudekomplexes, sondern um eine eigenständige Hütte, wie sie während der ersten Besiedlungsphase üblich waren und bis zur Mitte des Jahrhunderts bestanden. Zu ihr gehörten weitere Bauten wie ein Toilettenhäuschen, eine Räucherkammer und ein Getreideschuppen, die im Bild nicht gezeigt werden.
Andere typische Gegenstände sind dargestellt und zeugen von der Vertrautheit des Malers mit den Lebensbedingungen des Wilden Westens. Dazu gehört die hölzerne Tränke für die Hunde und das Vieh. Der Aschebehälter, auf dem der ältere Sohn sitzt, nahm die Asche von Harthölzern auf. Sie wurde mit Wasser übergossen, das aus der Asche Alkalien löste, unten abgezapft werden konnte und als Grundstoff für die Seifenproduktion diente. Der Baumstamm links neben der Hütte kann ausgehöhlt als Wasserbehälter, als Gerb-Bottich oder als ein großer Mörser zum Mahlen von Getreide gedient haben. Die Flaschenkürbisse im Baum sind Nisthilfen für Vögel, eine simple Maßnahme zur Schädlingsbekämpfung. Weitere Kürbisse dienten als Aufbewahrungsgefäß für Dinge des täglichen Bedarfs wie zum Beispiel Schießpulver, Blei oder Salz. Häute wurden als wertvoller Rohstoff oft auf Gestellen oder an Hauswänden getrocknet. Sie waren das Material für die eigene Kleidung – die Mütze des Siedlers aus Waschbärenfell oder seine Mokassins aus Hirschleder – oder sie dienten als Tauschobjekt und Handelsware. Das Gewehr neben der Tür hat ein Steinschloss. Obwohl das Perkussionsschloss schon entwickelt war, wurden im abgelegenen Arkansas noch bis in die Jahrhundertmitte Waffen mit Steinschlössern verwendet. Sie waren unentbehrlich zur Selbstverteidigung und für die Jagd. Die Axt neben dem Aschebehälter symbolisiert bereits die zweite Phase der Besiedlung, das Roden von Land.
Die Familie des Siedlers ist gleichfalls typisch für den frühen Südwesten. Die Familien waren meist kinderreich, und alle trugen einfache Kleidung aus Beiderwand. Zum Haushalt gehörte fast immer eine größere Anzahl von Hunden. Die aus einem Maiskolben geschnitzte Pfeife der Frau war bis zum Sezessionskrieg ein von beiden Geschlechtern häufig genutzter Gegenstand und die Fiddle fast unentbehrlich, wenn man auf ihr spielen konnte. Auch der Verkauf von selbst gebranntem Whisky war Alltag. Der Wert des reichlich vorhandenen Getreides konnte durch das Schnapsbrennen auf das Zehn- bis Zwanzigfache gesteigert werden. Die Kleidung und Ausstattung des Reisenden und der Besitz eines Reitpferdes weisen ihn als ein Mitglied der Oberschicht aus. Dass jemand wie er bei einem armen Siedler um ein Bett für die Nacht, eine Mahlzeit und Futter für sein Pferd bittet war nicht ungewöhnlich, sondern ein Element der Lebenswirklichkeit in den Pioniertagen. Die Abstände zwischen den Forts und den Städten waren groß, oft mehr als ein Tagesritt. Ein Reisender konnte davon ausgehen, dass er als zahlender Gast willkommen war, und es hatten sich mit der Zeit übliche Preise für eine Übernachtung mit oder ohne Mahlzeiten und für das Futter eines Pferdes herausgebildet.
Erst im frühen 21. Jahrhundert wies die Historikerin Louise Hancox von der University of Arkansas darauf hin, dass die von Currier and Ives 1870 mit ihren Lithografien verbreitete Deutung des Gemäldes seither unreflektiert übernommen wurde, aber eine wissenschaftliche Analyse des Bildes noch nicht stattgefunden hat. Hancox sieht in der Darstellung des Arkansas Traveler auch die Wiedergabe der sozialen Hierarchie im Arkansas unmittelbar vor dem Amerikanischen Bürgerkrieg aus der Sicht eines Beteiligten. Der Reisende und der Siedler sind Vertreter der Plantagenbesitzer und der ländlichen Siedler, sie stehen als Akteure im Mittelpunkt. Die Frau des Siedlers ist mit ihrer Pfeife nur eine Karikatur, die Tochter kämmt ihr Haar und hat keinen Bezug zu ihrer Umgebung und die übrigen Kinder zeichnen sich durch ihre uniformen Gesichter und den Verzicht auf jegliche Individualität aus. Sie sind immerhin noch Randfiguren, aber die zahlenmäßig und wirtschaftlich bedeutende Bevölkerungsgruppe der Sklaven erscheint gar nicht im Bild.

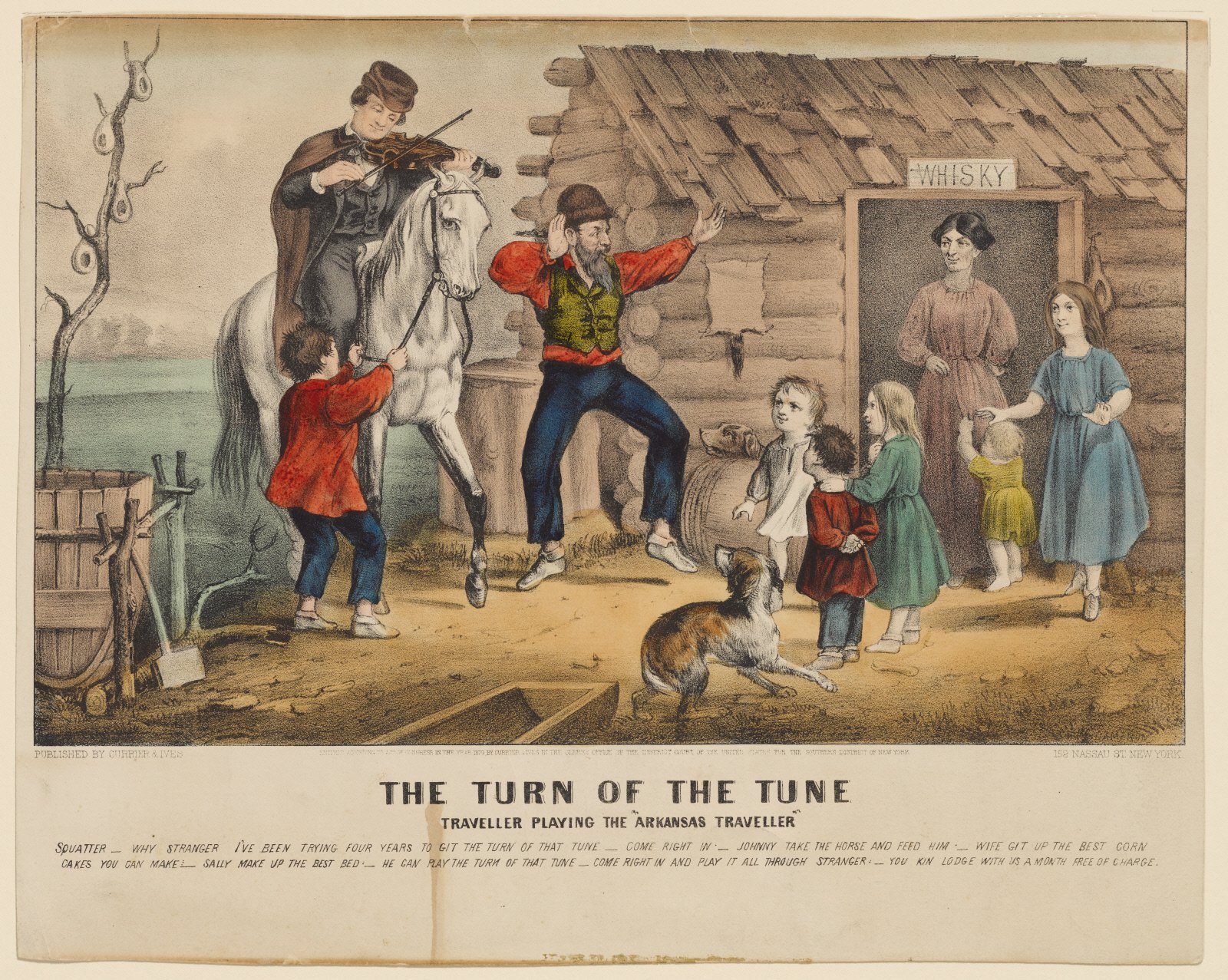
The Turn of the Tune. Traveller Playing the Arkansas Traveller. Lithografie von Currier and Ives, 1870

### Stich von Currier and Ives (1870)
1870 veröffentlichte die Druckerei Currier and Ives zwei Lithografien mit den Titeln The Arkansas Traveler und The Turn of the Tune. Dabei wurde The Turn of the Tune offenbar nach dem zweiten Gemälde Washbournes gestochen, es erscheint plausibel, dass beide Gemälde Currier and Ives als Vorlage zur Verfügung standen. Die Drucke mit einer beigelegten Partitur und dem Dialogtext des Arkansas Traveler wurden zum Preis von 40 Cent pro Stück portofrei in die ganzen Vereinigten Staaten verkauft. Damit waren sie wesentlich preiswerter als die Stiche Grozeliers, die noch 2,50 US-Dollar kosteten. Sie fanden weite Verbreitung und trugen entscheidend zur Popularität der Melodie des Arkansas Traveler bei, ohne jedoch Sandford Faulkner oder Edward Washbourne als Urheber zu erwähnen.

### Broadside von Frederick W. Allsopp (um 1895)
Um 1895 wurde von Frederick W. Allsopp ein Broadside veröffentlicht. Unter einem Holzschnitt, der den Lithografien von Currier and Ives nachempfunden war, wurden die Melodie und eine vollständige Version des Dialogs wiedergegeben. Von diesem Broadside wurde mehr als tausend Stück zu einem geringen Preis verkauft.

## Kritik
Das Arkansas-Territorium und der 1836 neugegründete Bundesstaat hatten in den Vereinigten Staaten und im Ausland den Ruf eines wilden und gesetzlosen Landstrichs. Dazu trugen um 1840 eine Reihe von Reiseberichten bei. So nannte der britische Geologe George William Featherstonhaugh Arkansas einen „Abgrund von Verbrechen und Ruchlosigkeit“ und beklagte, dass es in Little Rock weniger als ein Dutzend Einwohner gebe, die nicht mit zwei Pistolen und einem riesigen Jagdmesser, das sie Bowiemesser nennen, umherliefen. Das von dem deutschen Abenteurer und Schriftsteller Friedrich Gerstäcker in seinem Roman Die Regulatoren in Arkansas und weiteren Veröffentlichungen gezeichnete Bild entsprach Featherstonhaughs Darstellung und wurde auch in den Vereinigten Staaten bekannt. In späteren Jahrzehnten wandelten sich die Darstellungen, nun stand der einfältige Hillbilly als Stereotyp des Einwohners von Arkansas im Vordergrund.
Die Figur des Arkansas Traveler stammte ursprünglich ebenso aus Arkansas wie der Siedler, der Erzähler Sandford Faulkner und der Maler Edward Washbourne. Erst in späteren Veröffentlichungen wurde die Figur als zivilisierter Reisender von der Ostküste dargestellt, der das große Pech hatte, durch das rückständige Arkansas reisen zu müssen. Diese Interpretation ging wahrscheinlich auf die von Mose Case 1863 veröffentlichte Variante der Erzählung zurück. Sie erregte zum Ende des Jahrhunderts großes Missfallen, da sie das negative Bild vom zurückgebliebenen Arkansas mit seinen dummen und hinterwäldlerischen Hillbillys in den ganzen USA verbreitete. 1877 brachte ein Kommentator der Arkansas Gazette das mit dem Arkansas Traveler verbundene Stereotyp des Bewohners von Arkansas mit Antriebslosigkeit, Trägheit und Sorglosigkeit in Verbindung. Der ehemalige Richter William F. Pope beklagte in seiner 1895 erschienenen Autobiografie, dass viele intelligente Menschen die Karikatur des Siedlers in seiner undichten Hütte und mit seiner verstimmten Fiddle als einen typischen Vertreter der Bevölkerung von Arkansas betrachteten. Das weit verbreitete Gemälde Washbournes habe dem guten Namen des Staates und seiner Bevölkerung unermesslichen Schaden zugefügt. Obgleich es in jeder Gemeinschaft faule und unbewegliche Charaktere gebe, deren einziges Ziel das Erzeugen und Heranziehen einer großen Zahl von weiteren wertlosen Taugenichtsen sei, hätten der Erzähler und der Maler diesem Thema zu viel Aufmerksamkeit zu Lasten wichtigerer Dinge verschafft. Ein Jahr später beklagte William H. Edmonds in seiner Schrift The Truth about Arkansas, dass der Arkansas Traveler dem Bundesstaat einen wirtschaftlichen Schaden in Millionenhöhe zugefügt habe. Neben diesen scharfen Kritikern gab es aber stets auch Stimmen, die den Arkansas Traveler sehr schätzten.
Ein ansonsten bedeutungsloser Werbesong für den Staat Arkansas aus der Zeit um 1940 griff das Motiv in seinen ersten Zeilen auf: The traveler no longer finds / The fiddler at a cabin door [...] And sland'rous jests are out of date / 'Bout Arkansas, Fair Arkansas. Das Lied war Teil einer mit großem Aufwand geführten Kampagne, in deren Verlauf das Image des Staates Arkansas vom Bear State zum Wonder State gewandelt werden sollte. Diese Kampagne war wiederum Teil des Country Life Movement, das sich seit dem frühen 20. Jahrhundert die Verbesserung der Lebensumstände der auf dem Land lebenden Amerikaner zum Ziel gesetzt hatte. Das Country Life Movement widmete sich besonders den abgelegenen Regionen des Südens wie den Appalachen oder den Ozarks. Ungeachtet der Bemühungen um die Modernisierung des Staates und seiner Imagepflege war der Arkansas Traveler weiter präsent, und Komiker wie Bob Burns sorgten für sein Fortleben. Gegen Ende des zwanzigsten Jahrhunderts, mit der zunehmenden Wertschätzung der unberührten Natur und des Lebens auf dem Land, wurde auch der Arkansas Traveler wieder ein durchweg positiv wahrgenommenes Symbol des Staates Arkansas.

## Der Arkansas Traveler als Namensgeber

### Medien

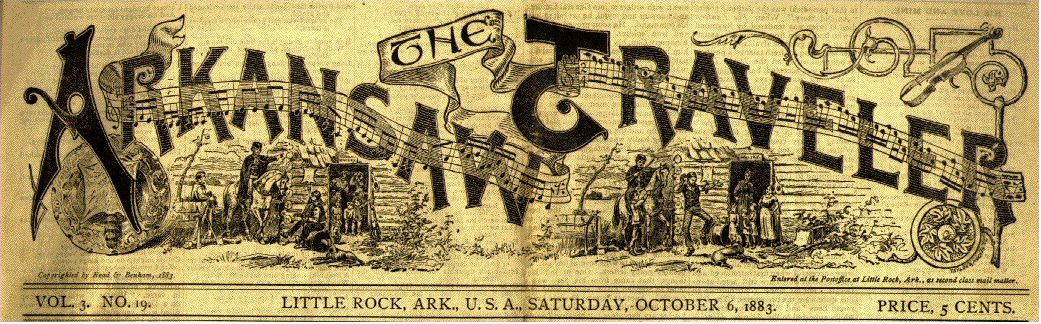
The Arkansaw Traveler, herausgegeben von Opie Read, 1883

- Eine von 1882 bis 1916 zunächst in Little Rock und ab 1887 in Chicago von Opie Read herausgegebene humoristische Zeitschrift hieß The Arkansaw Traveler, auf ihrem Titel waren beide Szenen der Drucke von Currier and Ives wiedergegeben. Die Zeitschrift sorgte dafür, dass eine ganze Reihe Stereotype aufnehmender und reproduzierender Witze über Arkansas und seine Bewohner Verbreitung erlangten;[33][41]
- 1920 wurde der Name der Studentenzeitung der University of Arkansas, The University Weekly, in The Arkansas Traveler geändert. Die Zeitung erscheint bis heute mehrmals wöchentlich unter diesem Namen;[42]
- Mitte der 1920er Jahre gab der Ku-Klux-Klan in Little Rock eine Wochenzeitung mit dem Titel Arkansas Traveller heraus;[43]
- Der Komiker Bob Burns trat seit den 1930er Jahren als The Arkansas Traveler auf. Als er 1941 seine eigene Radioshow erhielt, hieß diese zunächst ebenfalls The Arkansas Traveler, wurde aber im Januar 1943 in The Bob Burns Show umbenannt;
- Eine von 1977 bis 2004 und von 2005 bis 2009 laufende Radiosendung des Senders WDET der Wayne State University in Detroit, Michigan, in der Bluegrass gesendet wurde, hieß Arkansas Traveler;
- Eine im Juni und Juli 2017 veröffentlichte US-amerikanische Western-Webserie trägt den Titel Arkansas Traveler.

### Sport
- Ein bekanntes Rennpferd der 1840er Jahre hieß Arkansas Traveler;[8]
- Das 1901 gegründete Baseball-Team Little Rock Travelers wurde 1963 in Arkansas Travelers umbenannt, die Mannschaft spielt seit 1964 in der Southern League des Minor League Baseball;[44]
- Der US-amerikanische Profi-Golfer E. J. Harrison hatte den Spitznamen Arkansas Traveler;
- 1949 gründete Hazel Walker mit ihren Arkansas Travelers das erste Frauenteam im professionellen Basketball. Bis 1965 spielten sie ausschließlich gegen Männer-Teams und gewannen 80 bis 85 Prozent ihrer Spiele.[45]

### Politik

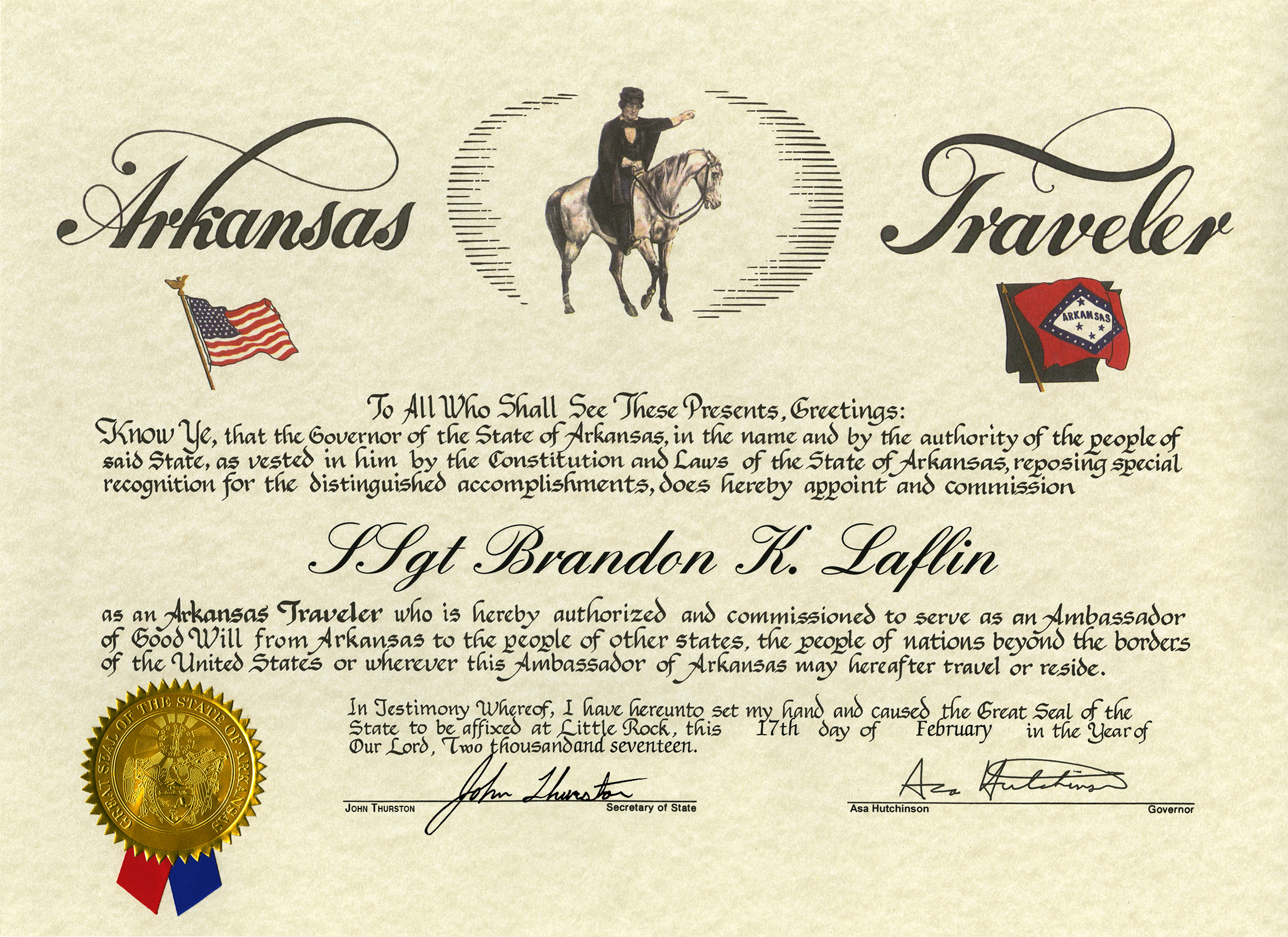
Arkansas Traveler Certificate, 2017 durch Gouverneur Asa Hutchinson ausgestellt

- Seit 1941 können in Arkansas Personen, die nicht Bürger des Bundesstaates sind, als Arkansas Traveler ausgezeichnet werden. Die Ehrung wird vom Gouverneur für Verdienste um den Bundesstaat Arkansas oder seine Bevölkerung vergeben. Die Ehrung des Empfängers erfolgt üblicherweise im Rahmen einer öffentlichen Veranstaltung, bei der dem Geehrten ein vom Gouverneur und vom Secretary of State des Bundesstaates Arkansas unterzeichnetes und mit dem Siegel von Arkansas versehenes Zertifikat im Format 11 ¼ × 15 ¼ Zoll übergeben wird. Zum ersten Arkansas Traveler wurde am 20. Mai 1941 Präsident Franklin D. Roosevelt ernannt;[46][47]
- Im Wahlkampf zur Präsidentschaftswahl in den Vereinigten Staaten 1992 und zur Wahl 1996 nannte sich eine Gruppe aus Arkansas stammender und die ganzen USA bereisender Unterstützer des Kandidaten Bill Clinton, seinerzeit Gouverneur des Bundesstaates, die Arkansas Travelers.

### Sonstiges
- Eine Lockheed P-38 Lightning der United States Army Air Forces hieß Arkansas Traveler und war mit der entsprechenden Nose art bemalt;
- Eine Modellreihe von Sportbooten wurde Mitte des 20. Jahrhunderts unter der Markenbezeichnung Arkansas Traveler von der Southwest Manufacturing Co. aus Little Rock hergestellt und vertrieben;
- Eine für Hahnenkämpfe gezüchtete Rasse von Hühnern heißt Arkansas Traveler oder Blue Montgomery Traveler;[48]
- Eine Tomatensorte und eine Pfirsichsorte heißen Arkansas Traveler;
- 1968 wurde in Hardy The Arkansaw Traveller Folk Theater mit einem zugehörigen Restaurant gegründet;[49]
- Der Arkansas Traveler Tartan ist seit 2001 offizieller State Tartan von Arkansas. Das Grün steht für die Schönheit der Wälder und Bäume der Ozarks, in denen sich viele schottische Einwanderer niederließen, das Blau symbolisiert die Seen und Flüsse, das Gelb den Sonnenschein im Frühling und Sommer, und das Rot die starken Blutsbande mit Schottland und innerhalb von Arkansas.

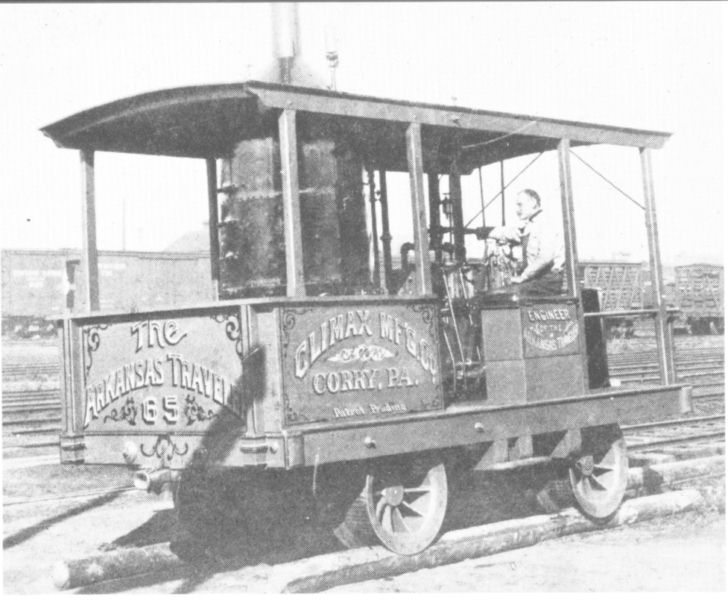
Frühe Climax-Lokomotive, als Arkansas Traveler 65 bezeichnet, um 1890
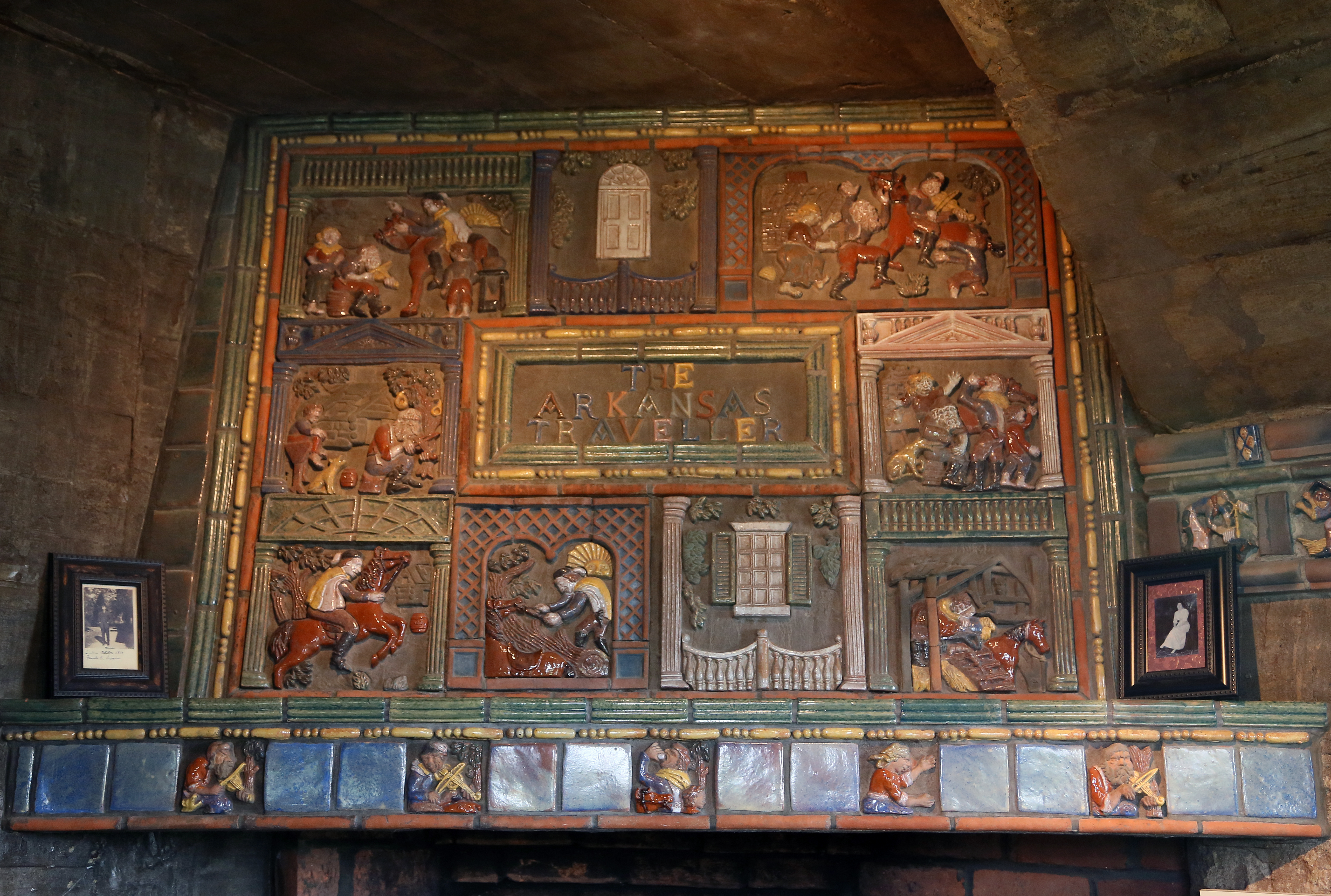
Ofenkacheln von Henry Chapman Mercer mit dem Motiv des Arkansas Traveler
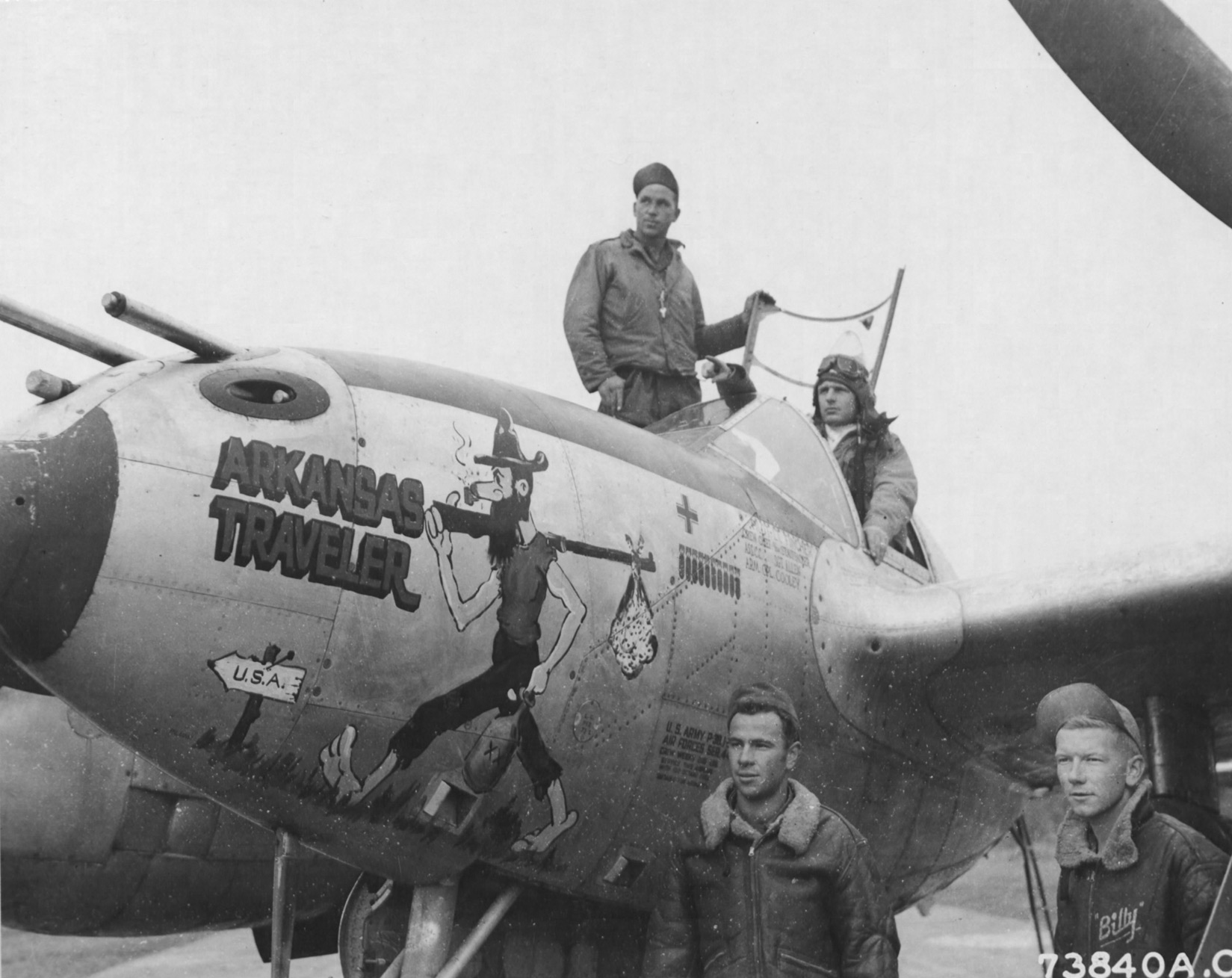
Lockheed P-38 Arkansas Traveler auf dem Militärflugplatz Clastres-Saint-Simon, 14. Oktober 1944
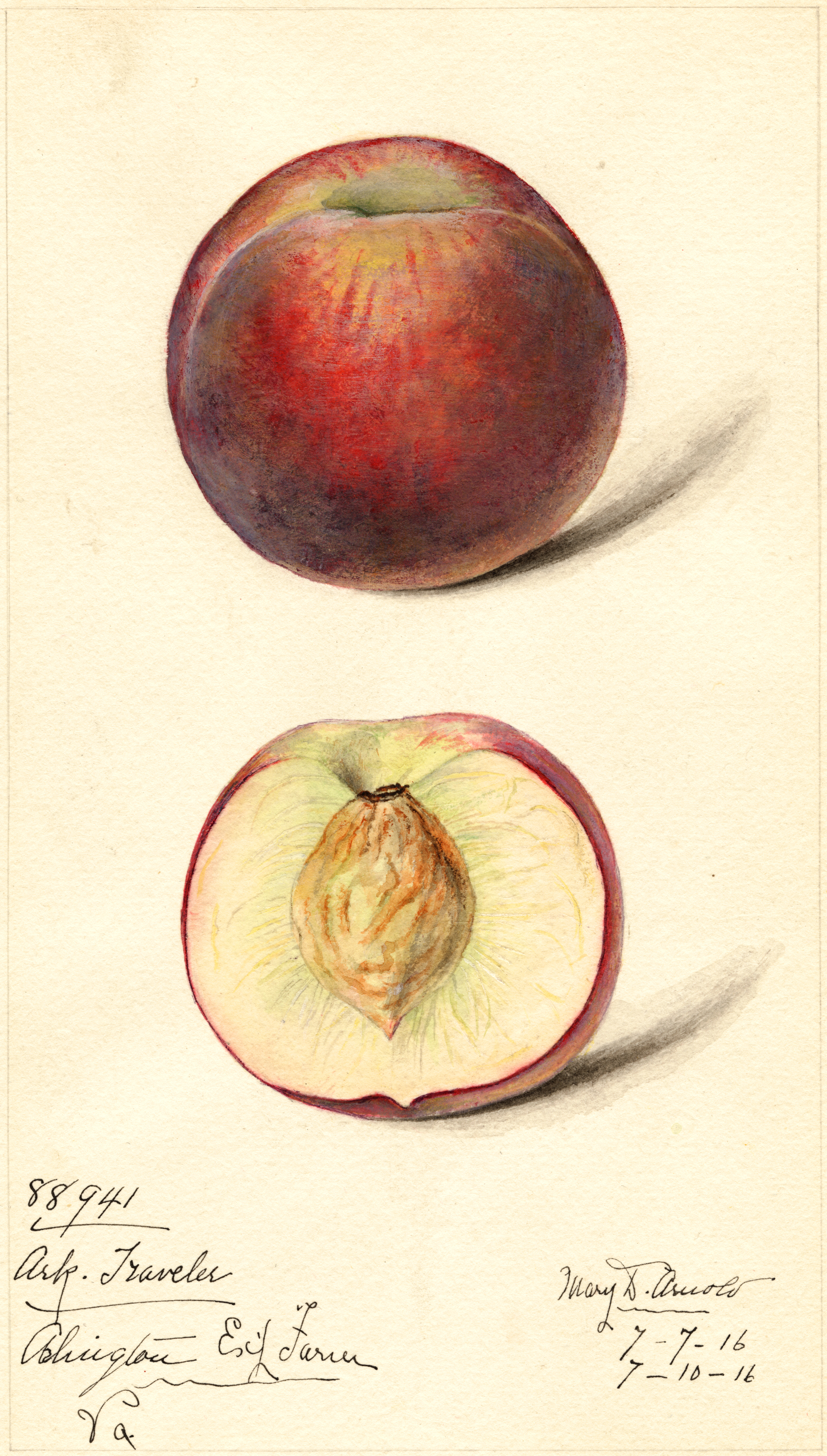
Pfirsich Arkansas Traveler
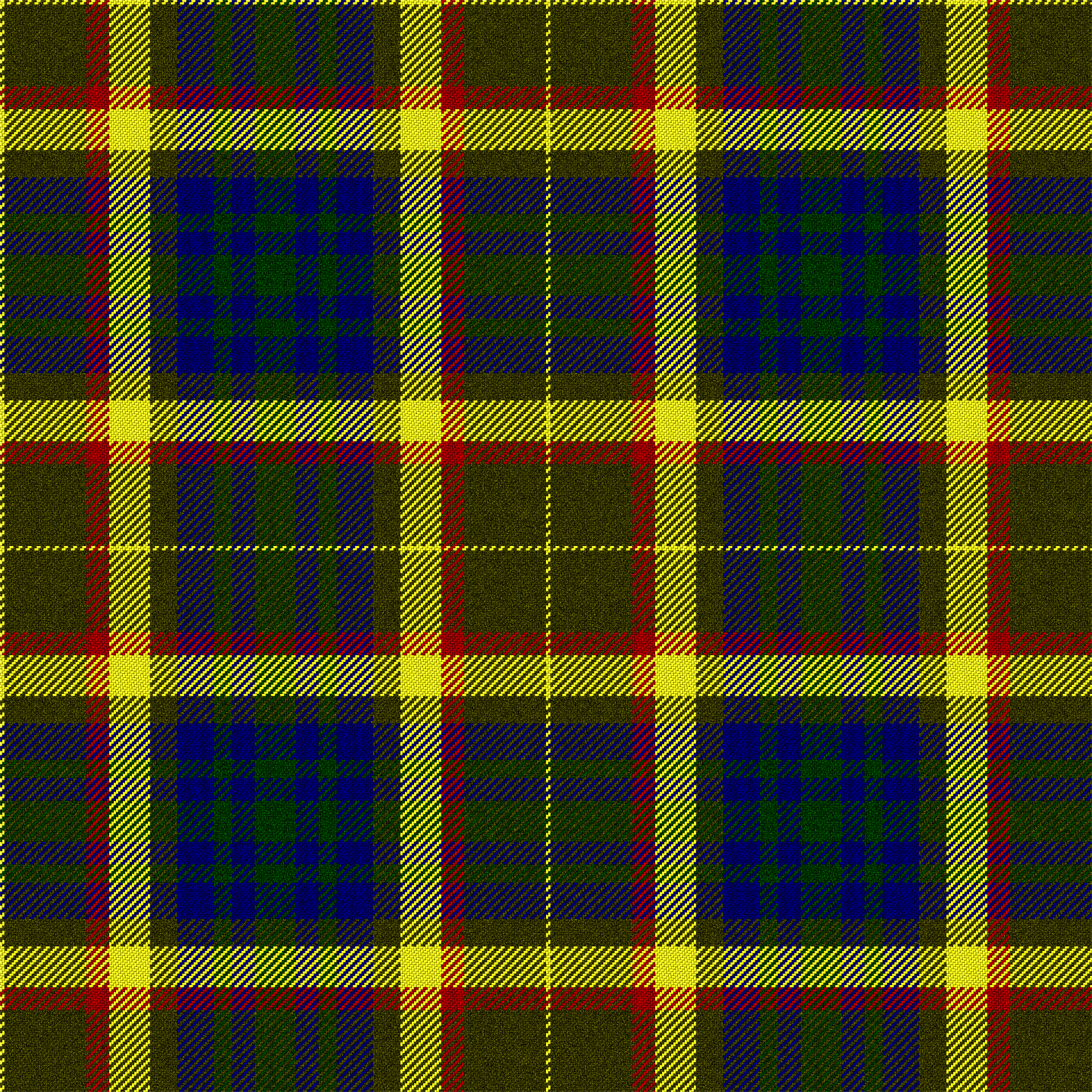
Muster des Arkansas Traveler Tartan